# The Fu King Production
The Fu King Production ist eine Hamburger Filmproduktionsfirma, die 2009 von Florian Gregor und Philipp Scholz gegründet wurde.

## Geschichte des Unternehmens
The Fu King Production wurde im Jahr 1999 von Regisseur Philipp Scholz und Produzent Florian Gregor zur Realisierung von Kurzfilmen ins Leben gerufen. Seit ihrer gemeinsamen Schulzeit haben die beiden unter diesem Namen zahlreiche Kurzfilme produziert, die auf vielen nationalen und internationalen Filmfestivals liefen und zahlreiche Preise gewonnen haben. 2009 wurde das Unternehmen in Hamburg offiziell gegründet und produziert seither neben szenischen Filmen auch Image- und Werbefilme sowie Musikvideos. Die bisher erfolgreichste Kurzfilm-Produktion CLINT wurde auf über 100 Festivals weltweit gezeigt und mit 34 Preisen ausgezeichnet.

Firmen-Logo

## Produktionen (Kurzfilm)
- 2000: The Cartoon
- 2003: Salzgitter City Gangsta Style
- 2003–2007: Die Manni & Kalle Trilogie
- 2005: Der Upgrader
- 2005: Todd und der Tod
- 2007: Die Zielperson
- 2007: The Dead Meat (Prädikat Wertvoll der FBW)
- 2008: Clint (Prädikat Besonders Wertvoll der FBW)
- 2011: Ronny
- 2012: Steffi gefällt das (Prädikat Besonders Wertvoll der FBW)